# جوديث كوفمان
جوديث كوفمان (بالألمانية: Judith Kaufmann) (و. 1962 – م) هي مصورة سينمائية، ومصورة، وكاتبة سيناريو، وأستاذة جامعية من ألمانيا. ولدت في شتوتغارت.

## وصلات خارجية
- جوديث كوفمان على موقع IMDb (الإنجليزية)
- جوديث كوفمان على موقع ألو سيني (الفرنسية)
- جوديث كوفمان على موقع أول موفي (الإنجليزية)
- جوديث كوفمان على موقع قاعدة بيانات الأفلام السويدية (السويدية)
- جوديث كوفمان على موقع قاعدة بيانات الفيلم (الإنجليزية)
- جوديث كوفمان على موقع كينوبويسك (الروسية)